# ジャクソン・ガーデンバショップ
ジャクソン・ガーデンバショップ（Jackson Garden-Bachop、1994年10月3日 - ）は、スーパーラグビー・パシフィック、モアナ・パシフィカに所属するラグビー選手。

## プロフィール
- ニュージーランドダニーデン出身。
- ポジションはスタンドオフ(SO)、フルバック(FB)
- 身長 185cm、体重 102kg
- 愛称はJack[1]。
- 父のステファン(元オールブラックス)と叔父のグレアム(元オールブラックス・日本代表)は元ラグビー選手[2]。また弟のコナーはラグビー選手。
- U20ニュージーランド代表に選ばれたことがある[3]。
- マオリ・オールブラックスに選ばれたことがある[4]。

## 来歴
ウェリントン、レベルズ、ハリケーンズを経て、2022年、花園近鉄ライナーズに加入。12月18日に行われたJAPAN RUGBY LEAGUE ONE第1節NECグリーンロケッツ東葛戦にて先発出場で日本での公式戦初出場を果たした。
2023年、CAブリーヴに加入。 
2024年、モアナ・パシフィカに加入。